# Кембридж-Спрінгс (Пенсільванія)
Кембридж-Спрінгс (англ. Cambridge Springs) — місто (англ. borough) в США, в окрузі Кроуфорд штату Пенсільванія. Населення — 2590 осіб (2020).

## Географія
Кембридж-Спрінгс розташований за координатами 41°48′7″ пн. ш. 80°3′35″ зх. д. / 41.80194° пн. ш. 80.05972° зх. д. (41.801835, -80.059657).  За даними Бюро перепису населення США в 2010 році місто мало площу 2,26 км², уся площа — суходіл.

## Демографія
Згідно з переписом 2010 року, у селищі мешкало 2595 осіб у 675 домогосподарствах у складі 384 родин. Густота населення становила 1149 осіб/км².  Було 748 помешкань (331/км²).
Расовий склад населення:
| - 84,9 % — білих - 12,8 % — чорних або афроамериканців - 0,3 % — корінних американців - 0,3 % — азіатів - 0,1 % — вихідців з тихоокеанських островів |

До двох чи більше рас належало 0,7 %. Частка іспаномовних становила 3,5 % від усіх жителів.
За віковим діапазоном населення розподілялося таким чином: 14,2 % — особи молодші 18 років, 75,0 % — особи у віці 18—64 років, 10,8 % — особи у віці 65 років та старші. Медіана віку мешканця становила 38,0 року. На 100 осіб жіночої статі у селищі припадало 43,1 чоловіків;  на 100 жінок у віці від 18 років та старших — 36,1 чоловіків також старших 18 років.
Середній дохід на одне домашнє господарство  становив 52 006 доларів США (медіана — 45 694), а середній дохід на одну сім'ю — 63 803 долари (медіана — 64 063). Медіана доходів становила 39 583 долари для чоловіків та 25 608 доларів для жінок. За межею бідності перебувало 14,6 % осіб, у тому числі 19,1 % дітей у віці до 18 років та 8,9 % осіб у віці 65 років та старших.
Цивільне працевлаштоване населення становило 792 особи. Основні галузі зайнятості: освіта, охорона здоров'я та соціальна допомога — 30,6 %, виробництво — 19,4 %, роздрібна торгівля — 10,6 %, мистецтво, розваги та відпочинок — 9,0 %.